# Détroit d'Eureka
Pour les articles homonymes, voir Eureka.
Le détroit d'Eureka est une voie navigable du Qikiqtaaluk dans le Nunavut, au Canada, en Arctique.

## Géographie
Il sépare l'île Axel Heiberg de l'île d'Ellesmere. L'île Stor est située dans le détroit.
Il mesure 290 km de long et de 13 à 48 km de large. La base d'Eureka est à proximité.

## Histoire
Au printemps 1900, Otto Sverdrup explore l'île d'Ellesmere. La présence d'icebergs à l'extrémité nord-est l'intrigue car ils ne peuvent venir que du fjord Greely, ce qui sous entend l'existence d'un bras de mer allant du nord au sud. En 1902, avec Per Schei, il remonte complètement le bras de mer auquel Ivar Fosheim donne le nom de détroit d'Eureka, puis le détroit de Nansen qui le prolonge au nord-ouest et le 7 mai, atteint le cap Land's Lokk à l'extrême ouest de la Terre de Grant, démontrant ainsi que Axel Heiberg est bien une île.